# کوئن
کوئن (به انگلیسی: Qwen) (چینی ساده: 通义千问) که با نام Tongyi Qianwen نیز شناخته می‌شود، خانواده‌ای از مدل‌های زبانی بزرگ است که توسط علی‌بابا کلود توسعه داده شده است. در ژوئیه ۲۰۲۴، در برخی بنچمارک‌ها به‌عنوان برترین مدل زبانی چینی رتبه‌بندی شد و در سطح جهانی پس از مدل‌های برتر آنتروپیک و اوپن‌ای‌آی در جایگاه سوم قرار گرفت.

## مدل‌ها
علی‌بابا نخستین نسخه بتای کوئن را در آوریل ۲۰۲۳ با نام «Tongyi Qianwen» عرضه کرد. این مدل بر پایه لاما از شرکت متا ای‌آی بود و اصلاحات مختلفی بر آن اعمال شده بود. در سپتامبر ۲۰۲۳، پس از اخذ مجوز از دولت چین، به‌صورت عمومی منتشر شد. در دسامبر ۲۰۲۳، نسخه‌های 72B و 1.8B این مدل به‌صورت متن‌باز عرضه شد، درحالی‌که کوئن 7B نیز در اوت همان سال متن‌باز شده بود.
در ژوئن ۲۰۲۴، علی‌بابا کوئن 2 را عرضه کرد و در سپتامبر برخی از مدل‌های آن را به‌صورت open source (متن‌باز) در دسترس قرار داد، درحالی‌که پیشرفته‌ترین مدل‌هایش را به‌صورت اختصاصی نگه داشت. کوئن 2 از ترکیب متخصصان بهره می‌برد.
در نوامبر ۲۰۲۴، مدل QwQ-32B-Preview که بر روی استدلال تمرکز دارد و مشابه o1 متعلق به OpenAI است، تحت Apache 2.0 License منتشر شد، اگرچه فقط وزن‌های مدل منتشر شدند و داده یا روش آموزش آن در دسترس قرار نگرفت. مدل QwQ دارای ظرفیت ۳۲٬۰۰۰ توکن در بافت (context) خود است و در برخی بنچمارک‌ها عملکرد بهتری نسبت به o1 دارد.
سری Qwen-VL شامل مدل‌های زبانی تصویری است که ترانسفورمر بینایی را با یک مدل زبانی ترکیب می‌کند.  علی‌بابا Qwen-VL2 را در دو نسخه با ۲ میلیارد و ۷ میلیارد پارامتر ارائه داد.  Qwen-vl-max مدل شاخص تصویری علی‌بابا تا سال ۲۰۲۴ محسوب می‌شود و توسط علی‌بابا کلود با هزینه ۰٫۰۰۰۴۱ دلار آمریکا به ازای هر هزار توکن ورودی ارائه می‌گردد.
علی‌بابا چندین مدل دیگر نظیر Qwen-Audio و Qwen2-Math را نیز عرضه کرده است. به‌طور کلی، بیش از ۱۰۰ مدل به شکل متن‌باز منتشر شده‌اند و مدل‌های آن‌ها بیش از ۴۰ میلیون بار بارگیری شده‌اند. نسخه‌های تنظیم دقیق‌شده کوئن توسط علاقه‌مندان نیز توسعه یافته‌اند، از جمله «Liberated Qwen» که توسط شرکت Abacus AI مستقر در سان‌فرانسیسکو ارائه شده و می‌تواند بدون محدودیت در محتوا به هر درخواست کاربر پاسخ دهد.
در ژانویه ۲۰۲۵، علی‌بابا کوئن 2.5-Max را به‌عنوان جدیدترین و قدرتمندترین مدل خود عرضه کرد. طبق پستی از سوی علی‌بابا، کوئن 2.5-Max در بنچمارک‌های کلیدی از مدل‌های پایه دیگر مانند GPT-4o، DeepSeek-V3 و Llama-3.1-405B عملکرد بهتری دارد.